# France au Concours Eurovision de la chanson 1959
La France a participé au Concours Eurovision de la chanson 1959 qui a eu lieu le 11 mars au Palais des Festivals à Cannes, en France après la victoire d'André Claveau l'année précédente. C'est la quatrième participation de la France au Concours Eurovision de la chanson.
Le pays est représenté par Jean Philippe avec la chanson Oui, oui, oui, oui qui fut sélectionné par la Radiodiffusion-télévision française (RTF). 

## Sélection
La RTF choisit l'artiste et la chanson lors d'une sélection en interne pour représenter la France au Concours Eurovision de la chanson 1959.
Il est possible que la RTF ait organisé une finale nationale pour choisir la chanson à la fin de 1958[réf. souhaitée]. 

## À l'Eurovision
Chaque pays avait un jury de dix personnes. Chaque membre du jury pouvait donner un point à sa chanson préférée.

### Points attribués par la France
| 4 points | Pays-Bas    |
| 3 points | Italie      |
| 2 points | Allemagne   |
| 1 point  | Royaume-Uni |

### Points attribués à la France
| 10 points | 9 points               | 8 points | 7 points            | 6 points                     |
| --------- | ---------------------- | -------- | ------------------- | ---------------------------- |
|           |                        |          |                     |                              |
| 5 points  | 4 points               | 3 points | 2 points            | 1 point                      |
|           | - Allemagne - Danemark |          | - Belgique - Monaco | - Autriche - Italie - Suisse |

Jean Philippe interprète Oui, oui, oui, oui en 1re position lors du concours précédant le Danemark. Au terme du vote final, la France termine 3e sur 11 pays, après avoir reçu 15 points,.